# Kampung Pangkatan
Kampung Pangkatan is een bestuurslaag in het regentschap Labuhan Batu van de provincie Noord-Sumatra, Indonesië. Kampung Pangkatan telt 5712 inwoners (volkstelling 2010).